# Скален клин
Скалният клин е част от катерачния инвентар, използван в алпинизма, скалното катерене и спелеологията. Представлява метална пластина, обикновено изработена от стомана или меко желязо, която се забива в скални цепнатини и служи за осигуровка при падане или изкуствена опорна точка при катерене. Клиновете завършват с отвор (ухо) или халка (рапелни клинове) за закачане на карабинер, в който се включва осигуряващото въже.
Клинове се употребяват още от класическата епоха в алпинизма и все още се използват, когато няма други алтернативни възможности за осигуровка. Последователно биене и избиване на клинове поврежда скалата, и катерачите, които възприемат етиката на чистото катерене се стремят максимално да избягват употребата им. С популяризирането на чистото катерене през 1970-те години на миналия век, клиновете в голяма степен са изместени от алтернативни средства за чисто осигуряване, включващи клеми и френдове. В България много от старите катерачните маршрути, особено от периода на изкуственото катерене, са оборудвани с фиксирани клинове. Използват се и за свободно катерене по турове, където липсват подходящи цепнатини и скални форми за чисто осигуряване с клеми и френдове, както и в трудни изкачвания за изкуствено катерене.

## Видове клинове
В зависимост от конструкцията и предназначението, скалните клинове могат да бъдат различни видове. По предназначение различаваме клинове за хоризонтални цепнатини (хоризонтални клинове), вертикални клинове, рапелни клинове и универсални клинове. Тънките, къси клинове за тесни и плитки цепнатини, особено характерни за гранита и гнайсите се наричат пластини. За широки цепнатини се използват профилни клинове, които могат да бъдат П-образни, U-образни, Z-образни.